# Warouskaha (obwód miński)
Warouskaha (biał. Вароўскага; ros. Воровского, Worowskogo) – wieś na Białorusi, w obwodzie mińskim, w rejonie borysowskim, w sielsowiecie Msciż. W 2009 roku liczyła 78 mieszkańców.